# Fartein Valen
Fartein Valen (n. 25 august 1887, Stavanger, d. 14 decembrie 1952, Sveio, Norvegia) a fost un compozitor norvegian, cunoscut mai ales pentru compozițiile sale polifonice atonale. 
Fartein Valen a crescut într-o familie de misionari, el însuși fiind toată viața profund religios.

## Biografie

### Educația
Valen a locuit cu familia câțiva ani în insula Madagascar, unde tatăl său era misionar. În 1895 familia se reîntoarce în Norvegia, la Stavanger, unde începe să învețe pianul cu Jeanette Mohr. 
Termină liceul în anul 1906 cu nota maximă la toate materiile, cu excepția matematicii. Se duce în același an la Kristiania să studieze muzica. În paralel studiază filologia, dar întrerupe studiul după un timp pentru a se dedica total studiilor muzicale: armonie, contrapunct și compoziție cu profesorul Catharinus Elling. Își ia examenul de organist în 1909. 
Elling îl sfătuiește să meargă la Conservatorul din Berlin să-și continue studiile, ceea ce și face cu ajutorul lui Max Bruch. Acolo Valen îl are ca profesor pe Bruch la analiză, și pe Karl Wolf la compoziție. După doi ani la Conservator, mai stă încă trei la Berlin.

### Reîntoarcerea în Norvegia
În 1915 se reîntoarce în Norvegia, stabilindu-se în casa părinților din Valevåg din regiunea Sunnhordland. Aici compune ceea ce el numește „contrapunct disonant”.
În 1922 face o călătorie la Roma, care ăi dă multă inspirație. După moartea mamei sale în 1923 se mută la Oslo, unde va locui mare parte a anilor 1920 și 1930.  A fost o perioadă productivă din punct de vedere al numărului compozițiilor, dar a suferit din cauză că era des criticat pentru stilul modern pe care îl adoptase.
Valen devine în 1925 „inspector” al Colecțiilor Muzicale Norvegiene (Norsk Musikksamling) la Biblioteca Universitară din Oslo, dar situația materială nu este una prea bună. Locuiește la familia unei surori (Magnhild Sendstad) și la diverse cămine. Merge la Paris în 1928 pentru trei luni, iar în iarna-primăvara 1932-1933 stă câteva săptămâni în Italia și o jumătate de an pe insula Mallorca.

### Recunoașterea
Din 1935 primește așa-numitul „salariu de om de artă” (Statens kunstnerlønn) din partea parlamentului.  
În 1938 se întoarce la Valevåg, unde locuiește ultimii 14 ani ai vieții. Sora Sigrid Valen se îngrijește de el.
După al Doilea Război Mondial, muzica lui Valen este recunoscută pe plan internațional, el devenind mai apreciat în străinătate decât în Norvegia.
Fartein Valen a decedat la vârsta de 65 de ani, la Haugesund din cauza unui atac de cord după o pneumonie. A fost înmormântat pe banii statului și îngropată la cimitirul din Valevåg.

## Muzica
Sursa principală de inspirație a lui Fartein Valen a fost muzica lui Johann Sebastian Bach. Într-un interviu radio din 1951 a spus că muzica lui Bach „este absolut perfectă, nemaifiind nimic de îmbunătățit. Dar poate fi o sursă de inspirație pentru compoziții muzicale, eu inspirându-mă în compunerea muzicii mele atonale.” L-au interesat și compozițiile lui Arnold Schönberg, Johannes Brahms și Palestrina. 
Profesorul Kjell Skyllstad de la Universitatea din Oslo împarte compozițiile lui Valen în 3 grupuri stilistice:
- Compoziții în tonalitatea major/minor
- Compoziții polifonice disonante
- Compoziții în tehnica dodecafonică liberă

## Compoziții
Aceasta este o listă a compozițiilor lui Valen, împărțite în 4 perioade, conform modelului lui Ola Tjørhom din biografia Fartein Valen – vestlandspietist og modernistisk banebryter (ISBN 82-476-0312-8).

## Compoziții cu număr Op.

### Din vremea studenției la Kristiania și Berlin
- Op. 1: Legende for klaver (1907–1908)
- Op. 2:
  - Sonate nr. 1 for klaver (1906–1912)
  - Salme 121 for sangkor og orkester (1911)
- Op. 3: Sonate for fiolin og klaver (1912–1917)

### Faza medie de la Valevåg
- Op. 4: Ave Maria for sopran og orkester (1915–1921)
- Op. 5: Trio for fiolin, cello og klaver (1917–1924)

### Anii la Oslo
- Op. 6: Drei Gedichte von Goethe (tre dikt av Goethe) for sopran og klaver (1925–1927)
  1. Sakontala
  2. Weiss wie Lilien
  3. Suleika
- Op. 7: Mignon – Zwei Gedichte von Goethe for sopran og orkester (1920–27)
  1. So lasst mich scheinen
  2. Heiss mich nicht reden
- Op. 8: Zwei Chinesische Gedichte for sang og orkester (fra Hans Bethges Die Chinesische Flöte) (1925–27)
  1. In Erwartung des Freundes (Mong-Kao-Yen)
  2. Der Abschied des Freundes (Wang-Wei)
- Op. 9: Darest Thou now, o Soul for sang og orkester (Walt Whitman) (1927–28)
- Op. 10: Strykekvartett nr. 1 1928–29
- Op. 11: Pastorale for orkester 1929–30
- Op. 12: Hvad est du dog skiøn (Hans Adolph Brorson) – motett for blandet kor alene (1930)
- Op. 13: Strykekvartett nr. 2 1930–1931]]
- Op. 14: To motetter for kvinnekor alene (1931)
  1. Quomodo sedetsola civitas
  2. Regina coeli laetare
- Op. 15: To motetter for mannskor alene (1931)
  1. O Salutaris Hostia
  2. Quia vidisti me
- Op. 16: To motetter for blandet kor alene (1931–1932)
  1. Etdices in die illa
  2. Deus noster refugium et virtus
- Op. 17:
  1. Sonetto di Michelangelo for orkester (1931–32)
  2. Cantico di Ringraziamento for orkester (1932–1933)
- Op. 18:
  1. Nenia sulla morte d'un giovane for orkester (1932–33)
  2. An die Hoffnung for orkester (1933)
- Op. 19: Epithalamion for orkester (1933)
- Op. 20: Le Cimetière marin (Kirkegården ved havet) for orkester (1933–1934)
- Op. 21: La Isla de las calmas for orkester (1934)
- Op. 22: Fire klaverstykker (1934–1935)
  1. Nachtstück
  2. Valse Noble
  3. Lied ohne Worte
  4. Gigue
- Op. 23: Variasjoner for klaver (1935–1936)
- Op. 24: Gavotte og musette for klaver (1936)
- Op. 25: Kom regn fra det høie (Josua Stegmann/Brorson) – motett for kvinnekor alene (1936)
- Op. 26: O store Konge, Davids Søn (N. A. Urbimontanus) – motett for mannskor alene (1936–1937)
- Op. 27: Vaagn op, min Sjæl (T. Kingo) – motett for blandet kor alene (1937)
- Op. 28: Preludium og fuge for klaver (1937)
- Op. 29: To preludier for klaver 1937

### Din nou la Valevåg
- Op. 30: Symfoni nr. 1 (1937–1939)
- Op. 31: Zwei Lieder for sopran og klaver (1939)
  1. Gruppe aus dem Tartarus (Schiller)
  2. Anakreons Grab (Goethe)
- Op. 32: Die dunkle Nacht der Seele for sopran og orkester (In einer Nacht gar dunkel (Juan de la Cruz)) (1939)
- Op. 33: Preludium og fuge for orgel (1939)
- Op. 34: Pastorale for orgel (1939)
- Op. 35: Ode til ensomheten for orkester (1939)
- Op. 36: Intermesso for klaver (1939–40)
- Op. 37: Konsert for fiolin og orkester (1940)
- Op. 38: Sonate nr. 2 for klaver (1940–1941)
- Op. 39: Zwei Lieder for sopran og klaver (1941)
  1. Denk es, o Seele (E. Mörike)
  2. Tretet leise zu meinem Grabe (gammel gravinskripsjon)
- Op. 40: Symfoni nr. 2 (1941–1944)
- Op. 41: Symfoni nr. 3 (1944–1946)
- Op. 42: Serenade for blåsekvintett (1946–47)
- Op. 43: Symfoni nr. 4 (1947–1949)
- Op. 44: Konsert for klaver og orkester (1949–1950)